# オーズ・電王・オールライダー レッツゴー仮面ライダー
- 仮面ライダーシリーズ
  - 仮面ライダーオーズ/OOO > オーズ・電王・オールライダー レッツゴー仮面ライダー
  - 仮面ライダー電王 > オーズ・電王・オールライダー レッツゴー仮面ライダー
  - 仮面ライダー > オーズ・電王・オールライダー レッツゴー仮面ライダー

『オーズ・電王・オールライダー レッツゴー仮面ライダー』（オーズ でんおう オールライダー レッツゴーかめんライダー）は、2011年4月1日より東映系で公開された、特撮テレビドラマシリーズ「仮面ライダーシリーズ」の劇場版作品。
キャッチコピーは「世界よ、これが日本のヒーローだ!!」。

## 概要
仮面ライダー生誕40周年記念作品にして、東映創立60周年記念作品。
タイトルの「レッツゴー仮面ライダー」は、『仮面ライダー』の主題歌「レッツゴー!! ライダーキック」へのオマージュである。上映当時の最新ヒーローだった仮面ライダーオーズや、これまでに幾度も劇場版が制作された仮面ライダー電王とともに、仮面ライダー1号・2号がメインを務めたほか、歴代の仮面ライダーが登場する。さらに主役ライダーだけではなく、『オーズ』の仮面ライダーバースをはじめとする平成のサブライダーも参戦し、総勢63名から成る「真のオールライダー」の集結が叶った。エンドロールでは、スタッフクレジットが仮面ライダーのアスキーアートで表示される部分がある。
また、原作者・石ノ森章太郎原作の特撮作品の『人造人間キカイダー』、『キカイダー01』、『イナズマン』、『快傑ズバット』から主役ヒーロー4人がゲストとして登場。これについて、プロデューサーの白倉伸一郎は当時の子供たちが親になった40年を一区切りと考え、「人それぞれ、ヒーローが異なると思いますが、本作品では当時憧れたヒーローに再会できます」と語っている。また、ライダー勢揃いは劇場版ディケイドで既にやっていることから、これまでにやっていないことをやろうという含みもあって決まったという。
敵側では、昭和・平成の組織・怪人と結託したショッカーが登場。『仮面ライダーディケイド』（劇場版を含む）で再登場したアポロガイスト、シャドームーン、ジャーク将軍、キングダーク、ドラスのほか、『仮面ライダー』のブラック将軍とショッカー首領、『仮面ライダーストロンガー』のジェネラルシャドウと岩石大首領、『仮面ライダーBLACK』の大神官ダロムが登場する。
世界観は、1971年から多くの仮面ライダーたちが40年に渡って悪と戦ってきたという設定のもと、これまで各作品ごとに独立していた平成ライダーの世界観も昭和ライダーから続いていると位置づけられている。
キャストは、仮面ライダー1号、仮面ライダー2号、仮面ライダーV3をそれぞれ演じた藤岡弘、、佐々木剛、宮内洋の3人が各ライダーの声で出演する。3人での共演はテレビスペシャル『全員集合!7人の仮面ライダー!!』以来である。また、『仮面ライダーW』でWを演じた桐山漣と菅田将暉も友情出演という形で、Wの変身シーンのみだが出演した。ショッカー側でも、ショッカー首領役として最後の声の出演となった納谷悟朗をはじめとする原典と同様のオリジナルキャストが多く配役されている。ブラック将軍（ヒルカメレオン）役には時代劇の斬られ役として知られる福本清三が配役されているが、これは監督の金田治の推薦によるもので、彼は「東映創立60周年記念作品だから、何かの役で出てもらいたかった」と述べている。
2011年3月15日には完成披露試写会が予定されていたが、東北地方太平洋沖地震の影響によって中止された。

## あらすじ
火野映司 / 仮面ライダーオーズと相棒のアンクは3体のモールイマジンと戦うが、モールイマジンは偶然居合わせた少年の記憶を辿って過去に逃亡。そこへ、時の列車デンライナーとともに野上幸太郎 / 仮面ライダーNEW電王と相棒のテディが登場し、映司とアンクは彼らとともにモールイマジンの後を追って、1971年11月11日の世界に向かう。
1971年の世界で仮面ライダーNEW電王はモールイマジンを倒すが、その際にアンクは自分以外のグリードが復活していないことを理由にメダルの取り放題を企み、映司やモモタロスたちに阻止される。この時、アンクがセルメダルを1枚落としてしまったことに誰も気づかなかった。
現代＝2011年4月の世界に帰還した映司とアンクは、ナオキとミツルの少年2人組にオーメダルをスラれてしまう。後を追って辿り着いたのは見覚えのないスラムで、現れた刑事は怪人に変身した。日本は悪の秘密結社ショッカーによる支配を40年以上も受け、仮面ライダー1号・仮面ライダー2号がショッカー最強の戦士として君臨。これは、例のセルメダルが原因となって生じた時間改変によるものだった。
ショッカーに回収されたセルメダルが、独自に開発されたショッカーメダルに吸収されたことで怪人ショッカーグリードが誕生。ショッカーグリードに敗北した1号・2号がショッカーに洗脳されてショッカーの側に就いたことで仮面ライダーの歴史に歪みが生じ、1号・2号以外のライダーは誕生しないことになってしまった。だが、特異点ゆえに時間の影響を受けない幸太郎と、彼に同行していた映司だけは生き残っていた。そして、ショッカーは後世に現れる多くの大組織と結託し、日本を自らの支配下に置いていた。
ショッカーは世界を完全に制圧すべく、さらなる進攻を開始。映司が現代に留まって怪人連合と戦う一方、幸太郎たちは歴史を修正するために再び1971年の世界に向かう。

## 本作品オリジナルの登場人物
ミツル
時間が改変された現代でスラム化した街で暮らす少年たちのリーダー格。父親がショッカーの研究員としてさらわれたため悪に支配された世界を憎んでいる。
実はナオキとノッコの息子。

ナオキ
冒頭でモールイマジンに襲われた少年。なぜか「1971年11月11日」に関する記憶を持っている。時間が改変された現代ではミツルたちの参謀役として行動を共にしている。
戦いの最中、改変前の1971年の日本に取り残されるも、後に2011年において白衣の男として現れる。冒頭の時点で1971年の記憶を持っていた理由は最後まで不明で、ナオキ自身も本当に2011年の人間だったかも不明とされている。

シゲル
時間が改変された現代でミツルたちと共にスラム化した街で暮らす少年。ミツル同様スリの悪行をするが映司に諭される。

少年仮面ライダー隊
1971年の過去で、仮面ライダー1号・2号を助ける5人の少年少女たち。原作ではショッカーの動きを察知して、仮面ライダーに知らせたりするも、ショッカーに捕まってしまうことが多かったが、本作品では自転車を使った連携攻撃でショッカー戦闘員に立ち向う勇敢な活躍を魅せる。
ノッコ
40年前のさらに1分前の世界で登場する、少年仮面ライダー隊の隊員である少女。アンクが落としたセルメダルを拾いにやってきた幸太郎のそばにいたモモタロスたちを見てショッカーだと思い応援を要請した。40年前に取り残されたナオキとは後に結ばれ、ミツルを出産する。

モールイマジン1・2・3
物語冒頭に登場。オーズに追い詰められていたところをナオキに取り憑き1971年11月11日に飛んだイマジンたち。このことが切っ掛けとなり今回の事件が起こる。NEW電王のカウンタースラッシュ（カウント20秒）で全滅した。
それぞれクローハンドの赤いハーフコート、アックスハンドの青いハーフコート、本作品で初登場したドリルハンドの黄色いハーフコートが登場。

白衣の男
処刑広場での戦闘が始まった際に現れた、ショッカーの科学者。1号と2号の洗脳を解き、現代で映司の手から離れたオーズドライバーを投げ渡す。
その正体は40年前に残ったナオキが成長した姿で、ミツルの父親となっていた。
- 演じるささきいさおは、原典『仮面ライダー』でも第81話でショッカー科学者を演じている。

## 仮面ライダーオーズ タマシーコンボ
タカ・イマジン・ショッカーのコアメダルを使用して変身する、仮面ライダーオーズの本作品オリジナル特殊コンボ形態。
本来存在しないコアメダル2枚との組み合わせによって誕生した超特殊なコンボであり、グリード・イマジン・ショッカー怪人といった3種の怪人の特性を併せ持つ。オーラングサークルは金縁である。変身時には全身が赤・金色に輝くと共に頭部・腕部が赤、脚部が金色のオーラに包まれる。
コンボチェンジ時の音声コールは「ターマーシー！タマシータマシー！ライダーダマシー！」。
- オーズのフォーム名としては例外であり、プロデューサーの白倉の意向で、意味のある名前にすることとなり、イマジンの「マ」とショッカーの「シー」で「タマシー」となった[11]。
- 造形は頭部と脚部の流用が初めから決まっており、モモタロスの部位のみが新規デザインとなっている[12]。腕と肩、胸とボディースーツ、ブーツが新規造形となっている[13]。

部位
イマジンアーム
イマジン（モモタロス）の力を宿した腕部形態。オーラングサークルの絵柄がメダルの絵柄と異なる唯一の部位である。
両肩の巨大な角オレノツノは武器としても刺突攻撃が使用可能だが、モモタロスの信条であるカッコよく戦うことが反映されているため、武装ではなく装飾の意味合いが強い。
- モモタロスと同様にオレノツノに「MOMO」の意匠が設けられているほか、腕が凸モールドになっている。当初はモモタロスの顔が両肩に置かれたデザインであった。

ショッカーレッグ
ショッカーの力を宿した脚部形態。ショッカーの紋章である鷲をモチーフにしており、コンドルレッグに近似した形状となっている。ショッカーの超科学力を宿しており、脚に走るメダルの力が変換された強力なイー・パルスによって怪人の改造部位・中枢機能への攻撃力を飛躍的に向上させる。
- デザインはコンドルレッグの色替え。

必殺技
魂ボンバー
両手の間で練り合わせたショッカーマーク型の炎とイマジンの砂嵐状の衝撃波を放ち、さらにタカメダルとイマジンメダルをそれぞれ模したエネルギーを同時にぶつけ、3種のメダル型エネルギーを融合させて大爆発を起こす。1,000トンもの絶大な破壊力を発揮する。

その他の登場作品
ジオラマ小説『KAMEN RIDER OOO EDITION -OOZ-』
Episode1/12「ブロンクス動物園」のジオラマ模型と、映司の台詞にて登場。
アメリカのブロンクス動物園にて複数のヘビが絡み合った姿を見た映司が、映画本編におけるショッカー首領の戦いを思い出して、自身がヘビが苦手なのに対して、ショッカー首領の何十匹のヘビを絡み合った頭部を見たくないあまりに、魂ボンバーで吹き飛ばしたことが明らかになった。
『スーパーヒーロージェネレーション』
「魂ボンバー」発動時の姿として登場。

## ショッカー
ショッカー首領を頂点に全世界の征服を企む悪の組織。仮面ライダーたち（主に1号からZXまで）が戦ってきた悪の根源でもある。
本来の歴史においては1号と2号の活躍によって壊滅したはずだったが、歴史の改変でショッカーグリードを完成。ダブルライダーを敗北に追い込み、洗脳する。その後、歴代の仮面ライダーたちが戦うことになる様々な大組織と結託し、国連など世界の主要機関をほぼ制圧。遂に完全な世界征服に向けて動き出す。2011年時点ではダブルライダーとショッカーグリードの存在によって歴代組織で最も強大な存在となっている。
組織はショッカーからドーパントまでの様々な怪人の軍団で構成され、ショッカー首領と国連大使の地位に立った11人の歴代最高幹部の下に統率されている。このため、アンクからは人間たちの欲望を抑える得体の知れない欲望の出所と称された。
国連事務総長
- ショッカー首領 / 岩石大首領

大幹部
- ブラック将軍 / ヒルカメレオン
- ジェネラルシャドウ

| 国連（組織）大使 - アポロガイスト - キングダーク - 十面鬼ユム・キミル | - 大神官ダロム - ジャーク将軍 - ン・ガミオ・ゼダ | - 水のエル - ケルベロス - アルビノレオイマジン - テラー・ドーパント |

ショッカーグリード
ショッカーの創り出したグリード。本作品ではショッカーも予てからコアメダルの研究を進めており、後述のショッカーメダルを核とし、1971年11月11日にアンクが落としたセルメダルを吸収したことによって、本来の歴史には存在しないショッカー最強の怪人として生み出されたため、厳密にはグリードではない。
核として体内に取り込んでいるコアメダルが1枚のため、複数の生物の特徴を併せ持つ他のグリードたちとは異なり、ショッカーの紋章にも用いられている鷲の特徴が色濃く表れた外見となっている。一方で鷲の顔の下にヤミーと思われるガスマスクのような顔面も備えている他、眼窩になっている右眼や右肩部からは金色のヘビが突き出ており、脚は蛇腹状のブーツになっているなど、姿形はゲルショッカーの紋章である「蛇が絡み付いた鷲」にも見えるようになっている。また腰に巻いている金色のベルトはテレビシリーズのグリードと異なり、ショッカー怪人と同一の物を着用している。
人格は正にショッカーの行動理念を反映したものとなっており、自身の実力・悪の力に絶対的な自信を持ち、幼い子供が相手でも敵であれば完膚なきまでに叩き潰す意を示す、冷酷無慈悲な徹底主義者である。行動面においても、時折「ショッカー!」の雄叫びを上げるなど、徹底してショッカーの怪人であることが強調されている。
メダル状の複数の火炎弾をマシンガンのような勢いで連続して放ち、圧倒的なパワーで一度は1号・2号を敗北に追い込み、NEW電王、モモタロス、オーズを圧倒した。だが2011年の再戦の際には正義の味方に戻った1号と2号によるライダーダブルキックで倒され、遺されたショッカーメダルはアンクが回収した。
- デザインモチーフはゲルショッカーのヘビがワシに絡まったマーク。前述のようにちゃんとしたグリードではないため、グリードのデザイン法則には全く則っておらず、ゲルショッカーの首領怪人としてデザインしている。そのため、ワシの怪人におまけでヘビを付けたようなバランスとなっている。ショッカーの要素として顔のガスマスクでナチスのような匂いを入れている。

映画『平成ライダー対昭和ライダー 仮面ライダー大戦 feat.スーパー戦隊』
地下帝国バダンの怪人として登場。
WEB配信『仮面戦隊ゴライダー』
トーテマが作り出した怪人として登場。
ジオラマ小説『KAMEN RIDER OOO EDITION -OOZ-』
本作品の後日譚。かつてゲルショッカーが生み出したショッカーライダー（マフラーなどの色は原典の1号と同様に黄色）に化け、映司に自分を1号と思わせて、その隙にオーズドライバーを取り出すことに成功する。
同作品では新たにゲルショッカーグリードが登場している都合上、眼と肩部より突き出した蛇の意匠が無くなっているなど、元のデザインから一部変更された箇所も見られる。こちらはショッカーマークの鷲をモチーフに、アンクと似たデザインとなっている。
関連キャラクター
ゲルショッカーグリード、デストロングリード、GODグリード、ガランダーグリード、デルザーグリード
『KAMEN RIDER OOO EDITION -OOZ-』に登場。
ネオショッカーグリード、ジンドグマグリード、バダングリード
『MASKED RIDER DECADE EDITION -オーズの世界-』に登場。

## 関連アイテム・技
ショッカーメダル
1971年当時にショッカーが独自に入手したコアメダルをショッカー首領が改造したメダル。絵柄はショッカーのシンボルマーク。本来の歴史ではこのメダルだけでは何も起こらないはずだったが、1971年11月11日にアンクが落としてしまったセルメダルがショッカーの手に渡ったことにより、ショッカーグリードが生み出されることとなる。
ショッカーグリードが倒された後、アンクに収奪され、イマジンメダルと共にタマシーコンボに使用され、脚部ショッカーレッグを構成する。ショッカーの壊滅後、イマジンメダルと共に砂となって消滅した。
ジオラマ小説『KAMEN RIDER OOO EDITION -OOZ-』
同作品では、ショッカーに捕らわれた火野映司が無理矢理変身させられたショッカーオーズの頭部ワシヘッドを構成する。
また、ショッカー首領が、他の「ゲルショッカー」「デストロン」「ゴッド」「ガランダー」「デルザー」のコアメダルと共に、六連ドライバーを使って、ヘキサオーズという姿に変身している。

イマジンメダル
ショッカー首領との最終決戦時にアンクが電王（モモタロス）の体内から取り出したコアメダル。絵柄は桃だが、オーズのオーラングサークルは桃から開いて現れたモモタロスの顔面の絵柄になっている。ショッカーの壊滅後、ショッカーメダルと共に砂となって消滅した。

オールライダーブレイク
岩石大首領に対抗するために、全仮面ライダーが敵味方の立場を捨て、それぞれの専用マシンに乗って「40」の字型編隊を組んで特攻する、1号曰く「仮面ライダーの全エネルギー」と「我々の40年の思い」を結集した大技。

## キャスト
- 火野映司 - 渡部秀
- 野上幸太郎 - 桜田通
- アンク / 泉信吾 - 三浦涼介
- 泉比奈 - 高田里穂
- ナオミ - 秋山莉奈
- ミツル - 今井悠貴
- ナオキ - 吉川史樹
- シゲル - 林遼威
- ノッコ - 恒松祐里
- 三澤春陽
- 嶋田龍
- 高岩泰声
- 青木泰都
- 稲田京也
- 浮洲凛太朗
- 横山一敏
- 二橋進
- 風麺マスター - どうきひろし『仮面ライダーW』
- 左翔太郎 - 桐山漣（友情出演）『仮面ライダーW』
- フィリップ - 菅田将暉（友情出演）『仮面ライダーW』
- ブラック将軍 - 福本清三
- オーナー - 石丸謙二郎
- ショッカー科学者（ナオキ） - ささきいさお

### 声の出演
- モモタロス - 関俊彦
- ウラタロス - 遊佐浩二
- キンタロス、シャドームーン - てらそままさき『仮面ライダーBLACK』
- リュウタロス、ガラガランダ - 鈴村健一
- テディ - 小野大輔
- ショッカーグリード、十面鬼ユム・キミル、イナズマン - 石川英郎『仮面ライダーディケイド』
- 仮面ライダーバース - 岩永洋昭
- イカデビル、キカイダー、仮面ライダーアマゾン[27]、仮面ライダーストロンガー[27] - 関智一
- アポロガイスト - 川原和久（友情出演）『仮面ライダーディケイド』
- モールイマジン1 - 笹沼尭羅
- モールイマジン2 - 高梨謙吾
- モールイマジン3、シオマネキング - 小田久史
- 大村亨
- ライダーマン[28]、仮面ライダーBLACK[28]、ジャガーマン[28]、ショッカー戦闘員[28] - 穴井勇輝
- 板倉徹
- 丹野宜政
- 羽賀聖
- 矢ケ崎敏光
- 木下鈴奈
- 會田栞子
- ジェネラルシャドウ - 柴田秀勝『仮面ライダーストロンガー』
- キングダーク、大神官ダロム - 飯塚昭三『仮面ライダーBLACK』
- ジャーク将軍 - 加藤精三『仮面ライダーBLACK RX』
- ショッカー首領 - 納谷悟朗『仮面ライダー』
- 仮面ライダーV3、ズバット - 宮内洋[7]『仮面ライダーV3』『快傑ズバット』
- 仮面ライダー2号 - 佐々木剛[7]『仮面ライダー』
- 仮面ライダー1号 - 藤岡弘、[7]『仮面ライダー』

### スーツアクター
- 仮面ライダーオーズ[29]、電王[29]、モモタロス[29]、仮面ライダーファイズ[30] - 高岩成二
- 仮面ライダーバース[31]、ウラタロス[29]、アンク（腕）[29]、モールイマジン[29]、キカイダー[29] - 永徳
- 仮面ライダーNEW電王[29][32]、ショッカーグリード[29]、モールイマジン[29]、キカイダー01[29] - 渡辺淳
- ジェネラルシャドウ[29] - 横山一敏
- 仮面ライダー1号[29]、ショッカーグリード[29] - 藤井祐伍
- 仮面ライダー2号[29]、仮面ライダーNEW電王[29][32]、ザンジオー[29]、ショッカー首領[29] - 高田将司
- キンタロス[29] - 岡元次郎
- リュウタロス、イカデビル[29] - おぐらとしひろ
- テディ[29]、アポロガイスト[29]、モールイマジン[29]、仮面ライダーNEW電王[29] - 金田進一
- ジャーク将軍[29]、モモタロス（代役）[29]、シオマネキング[29]、快傑ズバット[29] - 藤榮史哉
- 岩石大首領[31] - 矢部敬三
- ショッカー首領[31] - 横田遼
- 大神官ダロム[29]、アンク（腕・代役）[29]、ショッカー戦闘員[29] - 藤田慧
- イナズマン[29]、ガニコウモル[29]、モールイマジン[29]、ショッカー戦闘員[29]、ショッカーグリード[32] - 岡田和也
- 怪人[29]、戦闘員[29] - 大林勝
- 仮面ライダー、怪人[29] - 今井靖彦
- 怪人[29] - 青木哲也
- 仮面ライダー[29] - 竹内康博
- 仮面ライダー[29] - 佐藤太輔
- ザンジオー[29]、カメバズーカ[29] - 蔦宗正人
- 大神官ダロム[29] - 内川仁朗
- 怪人[29]、戦闘員[29] - 遠藤誠
- 怪人[29]、戦闘員[29] - 神前元
- 怪人[29] - 寺本翔悟
- 戦闘員[29] - 佐藤義夫
- 戦闘員[29] - 白崎誠也
- 戦闘員[29] - 本多剛幸
- 戦闘員[29] - 高橋玲
- 斉藤幸治
- 向田翼
- 戦闘員[29] - 伊藤教人
- 戦闘員[29] - 村井亮
- 橋口未和
- 人見早苗
- 戦闘員[29] - 松本竜一
- 戦闘員[29] - 伊原康友
- 新田健太
- 戦闘員[29] - 大園千絵
- 大藤直樹
- 中村博亮
- 関谷健利
- 金子起也
- 伊藤久二康
- 岡部明宏
- 西村正明
- 大河平レオン
- 柳川典久
- 山中隆介
- 田中大登
- 染川達
- 嶺元和仁
- 藤田秀和
- 羽賀聖
- 大西敬
- 田中佳人
- 浜崎浩志
- 江藤大我
- 白井雅士
- 白尾聡洋
- 中島厚也
- 安永晃
- 稲留正樹
- 秋山智彦
- 鈴木大地
- 林潔
- 林田葵
- 尾崎一彦
- 山口幹
- 小森秀一
- 岩井潤一
- 丹野宜政
- 加藤勉
- 河合健志
- おがた淳信
- 佐藤慎也
- 谷口洋行
- 萩原啓介
- 世名圭吾
- 薄田宙哉
- 久保翔
- 田中由馬
- 近藤知行
- 近藤孝宜
- 上野晃一
- 中島輝明
- 北原裕次
- 脇早摩
- 滝川拳
- 大浜さとし
- 濱田努
- 村田由美子
- 永島さおり
- 長門博英
- 森丘一舟
- 宮戸章匡
- 野原仁詞
- 本亘平
- 西沢智治
- 峰岸ケイ
- 五十嵐勝平
- 吉久直志
- 木村大輔
- 中澤まさとも
- 福島徹
- 上田伸哉
- 門脇大輔
- 塩月竜
- 斉藤信矢
- 渡辺勝彦
- 飯島浩和
- 小村泰仕
- 氏原祐介
- 中西奨
- 柴田正貴
- 冨永敬
- 冨江洋平
- 山本諭
- 門脇亨
- 長尾和彦
- 中田裕士
- 徳田忠彦
- 小川優也
- 日南田顕久
- 八島祥平
- 榎本一也
- 井口尚哉
- 平尾優光
- 水野由香利
- 小玉百夏
- 中山泰香

## スタッフ
- 原作 - 石ノ森章太郎（石森章太郎プロ）
- 脚本 - 米村正二
- 脚本協力 - 小林靖子
- 音楽 - 中川幸太郎
- 製作 - 鈴木武幸（東映）、平城隆司（テレビ朝日）、日達長夫（東映ビデオ）、篠田芳彦（アサツー ディ・ケイ）、木下直哉（木下工務店）
- 企画 - 遠藤茂行（東映）、桑田潔（テレビ朝日）、松下洋子（アサツー ディ・ケイ）、武部由実子（木下工務店）
- エグゼクティブプロデューサー - 杉山登（テレビ朝日）
- 撮影 - いのくままさお
- 照明 - 斗沢秀
- 美術 - 大嶋修一
- 録音 - 堀江二郎
- 編集 - 須永弘志
- 整音 - 深井康之
- 助監督 - 塩川純平
- スクリプター - 柿崎徳子
- 制作担当 - 板垣隆弘
- AP - 石川啓
- ラインプロデューサー - 道木広志
- 絵コンテ - なかの★陽
- キャラクターデザイン - 早瀬マサト（石森プロ）、阿部統・田野部尚伯（PLEX）
- デザイン（ショッカーグリード） - 出渕裕
- デザイン（イマジン） - 韮沢靖
- 特撮スーパーバイザー - 足立亨
- 特撮コーデイネーター - 中根伸治
- 特撮監督 - 佛田洋（特撮研究所）
- アクション監督 - 宮崎剛（ジャパン アクション エンタープライズ）
- スーパーバイザー - 小野寺章（石森プロ）
- プロデュース - 白倉伸一郎・武部直美・高橋一浩（東映）、本井健吾（テレビ朝日）、加藤和夫・佐藤現（東映ビデオ）
- 配給 - 東映
- 製作プロダクション - 東映東京撮影所、東映テレビ・プロダクション
- 製作 - 「レッツゴー仮面ライダー」製作委員会（東映、テレビ朝日、東映ビデオ、アサツー ディ・ケイ、木下工務店）
- 監督 - 金田治（ジャパン アクション エンタープライズ）

## 音楽
主題歌「Let's Go RiderKick 2011」
作詞：石ノ森章太郎 / 作曲：菊池俊輔 / 編曲：鳴瀬シュウヘイ / 歌：仮面ライダーGIRLS
『仮面ライダー』のオープニングテーマ「レッツゴー!! ライダーキック」のリメイク曲。

## 評価
丸の内TOEI1他全国273スクリーンで公開され、2011年4月1日 - 3日の初日3日間の累計で興収4億153万8,200円・動員36万65人、土日2日間のみで興収3億486万2,900円・動員26万1,502人を記録し、映画観客動員ランキング（興行通信社調べ）で初登場第1位を獲得した。また、ぴあ初日満足度ランキング（ぴあ映画生活調べ）でも第2位を獲得している。さらに公開第2週も首位だったことで映画観客動員ランキング2週連続第1位となるなど、仮面ライダー劇場版シリーズの中でも初の快挙を達成した。平成ライダー劇場版シリーズとしても本作品で累計成績が動員1,600万人・興収200億円を突破し、最終興行収入は13億3,000万円を記録した。

## ネットムービー
『ネット版 オーズ・電王・オールライダー レッツゴー仮面ライダー 〜ガチで探せ！君だけのライダー48〜』（ネットばん オーズ でんおう オールライダー レッツゴーかめんライダー ガチでさがせ きみだけのライダー フォーティーエイト）は、2011年3月11日より東映特撮BBやテレ朝動画などで有料配信のスピンオフネットムービー。『ネット版 仮面ライダー裏キバ 魔界城の女王』などと同様に、複数のコーナーからなるショートコメディコント集として制作されている。
有料配信終了後も、YouTubeの『東映特撮 YouTube Official』にて2017年4月4日から9月19日まで無料配信が行われた他、ニコニコ動画の「東映特撮ニコニコおふぃしゃる」でも2013年4月12日から9月20日まで期間限定で無料配信が行われた（後に有料配信に移行）。

### キャスト（ネットムービー）
- 火野映司 - 渡部秀
- アンク - 三浦涼介
- 泉比奈 - 高田里穂
- ナオキ - 吉川史樹

#### 声の出演（ネットムービー）
- モモタロス - 関俊彦
- ウラタロス - 遊佐浩二
- ジーク - 三木眞一郎
- キバット - 杉田智和
- ジェネラルシャドウ - 柴田秀勝
- ディケイドライバーの声 - マーク・大喜多
- イクサ - 加藤慶祐
- キックホッパー - 徳山秀典
- 1号 - 石川英郎
- 2号、他 - 大川透
- V3、他 - 松本保典
- ライダーマン、他 - 野島健児
- 戦闘員 - 大村亨、丹野宜政

#### スーツアクター
- 仮面ライダーオーズ[36] - 高岩成二

### スタッフ（ネットムービー）
- 原作 - 石ノ森章太郎
- 脚本 - 古怒田健志、米村正二、白倉伸一郎、武部直美
- 監督 - 柴﨑貴行

### 各レギュラー
花嫁！シリーズレギュラー
彼女の父親ジェネラルシャドウに結婚の承諾に行くが断られ、彼氏は各ライダーらしい説得を始める。
- ジェネラルシャドウ
- 泉比奈
- 火野映司

ピーマン！シリーズレギュラー
ピーマンが嫌いなナオキに、各ライダーがピーマンを食べさせようとする。
- 少年ライダー隊 ナオキ
- 泉比奈

お好き！シリーズレギュラー
2人がどちらが番組の顔か喧嘩していると、各ライダーが止めに来る。
- 火野映司
- アンク
- 由良吾郎（第43話、後ろ姿のみ）
- ショッカー骨戦闘員（第43話のみ）

静聴！シリーズレギュラー
各ライダーが弁論会のように主張するが、発言が白熱して他のライダーに退場させられる。
- ショッカー骨戦闘員
- 仮面ライダー2号
- 仮面ライダー電王 ソードフォーム
- 仮面ライダーオーズ タトバコンボ

つかめ！シリーズレギュラー
運気上昇のラッキーアイテムを教えるという名目で行う、3人の戦闘員による家族コント。
- ショッカー骨戦闘員
- キバットバットIII世
- アンク（13話のみ）

ラッキーフード！シリーズレギュラー
2人が各ライダーにピッタリの料理対決をする。
- 火野映司
- 泉比奈

アイス！シリーズレギュラー
アンクの好きなアイスがない、そんな時はこのラッキーカラーのクウガで。
- アンク
- キバットバットIII世
- 仮面ライダークウガ 各フォーム

勝負！シリーズレギュラー
カードライダーが3人とポーカー（?）でカード対決する。
- ジェネラルシャドウ
  - FFR 金魚鉢

- 仮面ライダーカリス
  - FFR チョコ

- 仮面ライダーギャレン
  - FFR 菱餅

### 各話リスト
| 話数    | サブタイトル                                                     | 配信日                       | ゲスト                                                                            | ナレーション | 君だけの運命のライダーをさがせ！（星座占い風） | 君だけの運命のライダーをさがせ！（星座占い風） | 君だけの運命のライダーをさがせ！（星座占い風） | 君だけの運命のライダーをさがせ！（星座占い風） |
| 話数    | サブタイトル                                                     | 配信日                       | ゲスト                                                                            | ナレーション | ソウルフレンド （相性良）                      | デビル （相性悪）                              | 恋人                                           | 結婚                                           |
| ------- | ---------------------------------------------------------------- | ---------------------------- | --------------------------------------------------------------------------------- | ------------ | ---------------------------------------------- | ---------------------------------------------- | ---------------------------------------------- | ---------------------------------------------- |
| Type1.  | 太陽の子の花嫁！ 〜いて座A型の君へ〜                             | 2011年 3月11日 （第1回配信） | BLACK RX                                                                          | ウラタロス   | ZO                                             | ギャレン                                       | V3                                             | ギルス                                         |
| Type2.  | ピーマン！君はライダー4号なのか?! 〜やぎ座AB型の君へ〜           | 2011年 3月11日 （第1回配信） | ライダーマン                                                                      | モモタロス   | ファイズ アクセルF                             | サイガ                                         | ガタック                                       | J                                              |
| Type3.  | 二人で一人のパンツがお好き！ 〜ふたご座A型の君へ〜               | 2011年 3月11日 （第1回配信） | W ジョーカー スカル                                                               | キバット     | クウガ ドラゴンF                               | ザビー マスクドF                               | 龍騎                                           | オーズ タカゴリバ                              |
| Type4.  | 静聴！20年ライダーの悲劇!! 〜おとめ座O型の君へ〜                 | 2011年 3月11日 （第1回配信） | ZO                                                                                | ジーク       | カブト ハイパーF                               | エクシードギルス                               | キバ エンペラーF                               | ライジングイクサ                               |
| Type5.  | つかめ！幸運のスティック 〜うお座A型の君へ〜                     | 2011年 3月11日 （第1回配信） | X                                                                                 | キバット     | ファイズ アクセルF                             | カブト ハイパーF                               | オーズ タカキリバ                              | W                                              |
| Type6.  | ジャンボな君のラッキーフード！ 〜しし座B型の君へ〜               | 2011年 3月11日 （第1回配信） | J                                                                                 | モモタロス   | W ルナトリガー                                 | アギト トリニティF                             | ゼロノス ベガF                                 | 龍騎サバイブ                                   |
| Type7.  | アイス！赤で運気は完全独走?! 〜おうし座B型の君へ〜               | 2011年 3月11日 （第1回配信） | クウガ マイティF                                                                  | キバット     | オーズ ラキリバ                                | ガタック                                       | ガイ                                           | アギト フレイムF                               |
| Type8.  | ストレンジは奇妙に勝負する！ 〜おひつじ座B型の君へ〜             | 2011年 3月11日 （第1回配信） | 龍騎                                                                              | キバット     | 1号                                            | ベルデ                                         | ZO                                             | スカイライダー                                 |
| Type9.  | 千の偽り、万の花嫁！ 〜てんびん座B型の君へ〜                     | 3月18日 （第2回配信）        | 電王 ロッドF                                                                      | ウラタロス   | 轟鬼                                           | カイザ                                         | イクサ                                         | 龍騎サバイブ                                   |
| Type10. | ピーマン！真のライダー魂なのか?! 〜やぎ座B型の君へ〜             | 3月18日 （第2回配信）        | 真                                                                                | モモタロス   | クウガ アルティメットF                         | サイガ                                         | ブレイド ジャックF                             | アマゾン                                       |
| Type11. | どうせ俺たち地獄がお好き！ 〜ふたご座AB型の君へ〜                | 3月18日 （第2回配信）        | パンチホッパー キックホッパー                                                     | キバット     | アギト フレイムF                               | エクシードギルス                               | W                                              | サイガ                                         |
| Type12. | 静聴！26の秘密のヒミツ!! 〜みずがめ座A型の君へ〜                 | 3月18日 （第2回配信）        | V3                                                                                | ジーク       | ドレイク                                       | カイザ                                         | オーズ サゴーゾC                               | 龍騎                                           |
| Type13. | つかめ！スマートに機種変！ 〜さそり座A型の君へ〜                 | 3月18日 （第2回配信）        | ファイズ                                                                          | キバット     | W ヒートジョーカー                             | ザビー マスクドF                               | 轟鬼                                           | アクセル                                       |
| Type14. | おばあちゃんのラッキーフード！ 〜しし座AB型の君へ〜              | 3月18日 （第2回配信）        | カブト                                                                            | モモタロス   | ストロンガー                                   | G4                                             | アクセル                                       | オーズ ラトラーターC                           |
| Type15. | アイス！風の戦士はピリリと辛い!! 〜いて座O型の君へ〜             | 3月18日 （第2回配信）        | クウガ ペガサスF                                                                  | キバット     | BLACK                                          | ライジングイクサ                               | 龍騎                                           | 電王                                           |
| Type16. | 破壊者は勝負を破壊する！ 〜ふたご座O型の君へ〜                   | 3月18日 （第2回配信）        | ディケイド                                                                        | キバット     | クウガ ドラゴンF                               | 轟鬼                                           | W ヒートジョーカー                             | キバ エンペラーF                               |
| Type17. | いいよなあ地獄の花嫁！ 〜おひつじ座AB型の君へ〜                  | 3月25日 （第3回配信）        | キックホッパー                                                                    | ウラタロス   | クウガ                                         | キバ エンペラーF                               | ドレイク                                       | ブレイド ジャックF                             |
| Type18. | ピーマン！これが僕の響きなのか?! 〜かに座B型の君へ〜             | 3月25日 （第3回配信）        | 響鬼                                                                              | モモタロス   | アマゾン                                       | 王蛇                                           | キバ ドガバキF                                 | ZX                                             |
| Type19. | 最初から最後まで参上がお好き！ 〜てんびん座O型の君へ〜           | 3月25日 （第3回配信）        | 電王 ソードF （モモタロス） 電王 ロッドF （ウラタロス） 電王 ウイングF （ジーク） | キバット     | キックホッパー                                 | キバ ドガバキF                                 | BLACK                                          | W・CJ ゴールドエクストリーム                   |
| Type20. | 静聴！レアライダー・ロード 〜おとめ座B型の君へ〜                 | 3月25日 （第3回配信）        | ZX                                                                                | ジーク       | ザビー                                         | ダークキバ                                     | オーズ ガタトラバ                              | クウガ ドラゴンF                               |
| Type21. | つかめ！マフラーもお色直し?! 〜おひつじ座A型の君へ〜             | 3月25日 （第3回配信）        | 2号                                                                               | キバット     | ダークキバ                                     | ドレイク                                       | W                                              | ライア                                         |
| Type22. | おでんで漢（おとこ）なラッキーフード！ 〜さそり座AB型の君へ〜    | 3月25日 （第3回配信）        | バース                                                                            | モモタロス   | ディケイド コンプリートF                       | オーガ                                         | ワイルドカリス                                 | エクシードギルス                               |
| Type23. | アイス！龍はペースを配分しろ！ 〜てんびん座A型の君へ〜           | 3月25日 （第3回配信）        | クウガ ドラゴンF                                                                  | キバット     | 龍騎                                           | ガイ                                           | W                                              | V3                                             |
| Type24. | 俺の勝負は当たる！ 〜かに座A型の君へ〜                           | 3月25日 （第3回配信）        | ライア                                                                            | キバット     | キックホッパー                                 | サソード マスクドF                             | W                                              | BLACK RX                                       |
| Type25. | 走りなさい！753の花嫁! 〜いて座B型の君へ〜                       | 4月1日 （第4回配信）         | イクサ                                                                            | ウラタロス   | ディケイド コンプリートF                       | レンゲル                                       | クウガ アルティメットF                         | スカイライダー                                 |
| Type26. | ピーマン！オンドゥルラギッタンディスか?! 〜みずがめ座O型の君へ〜 | 4月1日 （第4回配信）         | ブレイド                                                                          | モモタロス   | エクシードギルス                               | カイザ                                         | オーズ サゴーゾC                               | BLACK                                          |
| Type27. | 未来の孫はピンチがお好き！ 〜さそり座O型の君へ〜                 | 4月1日 （第4回配信）         | NEW電王 ジーク                                                                    | キバット     | 王蛇                                           | ギャレン                                       | カブト                                         | アギト シャイニングF                           |
| Type28. | 静聴！仮面ライダー無印！ 〜いて座AB型の君へ〜                    | 4月1日 （第4回配信）         | スカイライダー                                                                    | ジーク       | アームド響鬼                                   | ダークキバ                                     | オーズ タカウーダー                            | ゾルダ                                         |
| Type29. | つかめ！王者のストーン！ 〜おひつじ座O型の君へ〜                 | 4月1日 （第4回配信）         | BLACK                                                                             | キバット     | V3                                             | ワイルドカリス                                 | オーズ タジャドルC                             | ガタック                                       |
| Type30. | 裸で強くてラッキーフード！ 〜ふたご座B型の君へ〜                 | 4月1日 （第4回配信）         | アマゾン                                                                          | モモタロス   | 王蛇                                           | アームド響鬼                                   | カイザ                                         | カブト                                         |
| Type31. | アイス！剛はよく柔を制しすぎ！ 〜おうし座A型の君へ〜             | 4月1日 （第4回配信）         | クウガ タイタンF                                                                  | キバット     | J                                              | 王蛇                                           | アギト フレイムF                               | ガタック                                       |
| Type32. | 13人目は無限に勝負する！ 〜おうし座AB型の君へ〜                  | 4月1日 （第4回配信）         | オーディン                                                                        | キバット     | オーズ ラトラーターC                           | アギト バーニングF                             | クウガ アルティメットF                         | アームド響鬼                                   |
| Type33. | 降臨！王子の花嫁！ 〜やぎ座A型の君へ〜                           | 4月8日 （第5回配信）         | 電王 ウィングF                                                                    | ウラタロス   | オーズ タジャドルC                             | ガイ                                           | クウガ ペガサスF                               | ファイズ                                       |
| Type34. | ピーマン！呼ぶのは天か地か?! 〜みずがめ座B型の君へ〜             | 4月8日 （第5回配信）         | ストロンガー                                                                      | モモタロス   | 龍騎                                           | ダークキバ                                     | バース                                         | 電王 クライマックスF                           |
| Type35. | ファイナルベントの謎がお好き！ 〜かに座AB型の君へ〜              | 4月8日 （第5回配信）         | シザース ボルキャンサー                                                           | キバット     | ストロンガー                                   | インペラー                                     | オーズ タカトラーター                          | ドレイク                                       |
| Type36. | 静聴！改造こそわが人生！ 〜おとめ座AB型の君へ〜                  | 4月8日 （第5回配信）         | 1号                                                                               | ジーク       | アギト トリニティF                             | ドレイク                                       | 龍騎                                           | ワイルドカリス                                 |
| Type37. | つかめ！運命（さだめ）の鋼!! 〜おとめ座A型の君へ〜               | 4月8日 （第5回配信）         | キバ                                                                              | キバット     | ワイルドカリス                                 | 龍騎サバイブ                                   | キックホッパー                                 | オーズ ラキリバ                                |
| Type38. | 最初に言っておくラッキーフード！ 〜しし座O型の君へ〜             | 4月8日 （第5回配信）         | ゼロノス デネブ                                                                   | モモタロス   | ゾルダ                                         | オーガ                                         | W ルナトリガー                                 | ギャレン                                       |
| Type39. | アイス！白いアナタは大器晩成！ 〜うお座AB型の君へ〜              | 4月8日 （第5回配信）         | クウガ グローイングF                                                              | キバット     | ザビー                                         | ワイルドカリス                                 | インペラー                                     | ライア                                         |
| Type40. | 勝負は騎士道ガン無視する！ 〜かに座O型の君へ〜                   | 4月8日 （第5回配信）         | ナイト                                                                            | キバット     | キバ エンペラーF                               | W ルナトリガー                                 | スカイライダー                                 | ゼロノス ベガF                                 |
| Type41. | とってもよくキク腕の花嫁！ 〜やぎ座O型の君へ〜                   | 4月15日 （第6回配信）        | スーパー1                                                                         | ウラタロス   | サソード                                       | エクシードギルス                               | オーズ タカウーター                            | アクセル                                       |
| Type42. | ピーマン！迷惑な存在は迷惑なのか?! 〜みずがめ座AB型の君へ〜      | 4月15日 （第6回配信）        | アポロガイスト                                                                    | モモタロス   | X                                              | ザビー マスクドF                               | アギト トリニティF                             | ワイルドカリス                                 |
| Type43. | 弁護士は吾郎ちゃんがお好き！ 〜おうし座O型の君へ〜               | 4月15日 （第6回配信）        | ゾルダ ゼロノス デネブ                                                            | キバット     | オーズ ラトラバ                                | カリス                                         | アギト トリニティF                             | カイザ                                         |
| Type44. | 静聴！パンツと俺とパンツ 〜うお座O型の君へ〜                     | 4月15日 （第6回配信）        | オーズ 1号                                                                        | ジーク       | カイザ                                         | ザビー マスクドF                               | G4                                             | X                                              |
| Type45. | つかめ！未来へのクロスホーン 〜うお座B型の君へ〜                 | 4月15日 （第6回配信）        | アギト                                                                            | キバット     | サソード                                       | ドレイク                                       | オーズ タカゴリバ                              | クウガ                                         |
| Type46. | 坊ちゃまは優雅にラッキーフード！ 〜さそり座B型の君へ〜           | 4月15日 （第6回配信）        | サソード                                                                          | モモタロス   | アギト バーニングF                             | 歌舞鬼                                         | ベルデ                                         | スカイライダー                                 |
| Type47. | アイス！凄まじき究極の闇！ 〜てんびん座AB型の君へ〜              | 4月15日 （第6回配信）        | クウガ アルティメットF                                                            | キバット     | 1号                                            | ザビー マスクドF                               | キバ ドガバキF                                 | サソード                                       |
| Type48. | 勝負より大事なお宝を探す！ 〜しし座A型の君へ〜                   | 4月15日 （第6回配信）        | ディエンド ライオトルーパー                                                       | キバット     | J                                              | 歌舞鬼                                         | 響鬼                                           | NEW電王                                        |
| TypeEX. | 静聴！ライダー唯一の旧モデル 〜おとめ座AB型の君へ〜              | DVD映像特典                  | G3                                                                                | ジーク       | アギト トリニティF                             | ドレイク                                       | 龍騎                                           | ワイルドカリス                                 |

## 映像ソフト化
- ネット版 オーズ・電王・オールライダー レッツゴー仮面ライダー 〜ガチで探せ！君だけのライダー48〜（DVD1枚組、2011年8月5日発売）
  - スピンオフネットムービー全48話を収録
  - 映像特典
    - Type EX.静聴! ライダー唯一の旧モデル -おとめ座AB型の君へ-
    - 予告編
- オーズ・電王・オールライダー レッツゴー仮面ライダー 通常版（1枚組、2011年10月21日発売、Blu-ray / DVDでリリース）
  - 映像特典
    - 特報
    - 劇場予告
- オーズ・電王・オールライダー レッツゴー仮面ライダー コレクターズパック（2枚組、2011年10月21日発売、Blu-ray / DVDでリリース）
  - ディスク1：本編ディスク（通常版と共通）
  - ディスク2：特典DVD
    - メイキング
    - 公開初日舞台挨拶
    - プレミアムトークセッション@KAMEN RIDER THE DINER
    - テレビスポット
    - データファイル
    - ポスターギャラリー

  - 初回限定特典
    - 特製スリーブケース

## 他媒体展開

### 小説
『S.I.C. HERO SAGA』
『KAMEN RIDER OOO EDITION -OOZ-』
本作品の後日譚を描いている。ゲルショッカーグリードなどの新たな人造グリードなどが登場。
『MASKED RIDER DECADE EDITION -オーズの世界-』
『仮面ライダーオーズ/OOO』と『仮面ライダーディケイド』とのクロスオーバー小説。ネオショッカーグリードを始めとする新たな人造グリードなど、本作品を意識したキャラクターが登場。

### ネット配信
- 東映特撮YouTube Official（2020年1月5日 - 13日）[37]